# Лудити
Лудитите са социално движение от XIX век на английските производители на текстил, които протестират, често унищожавайки механизирани тъкачни станове, обявявайки се срещу промените, предизвикани от промишлената революция. Смятат, че тези промени ги оставят без работа и променят начина им на живот. Движението е наречено на генерал Нед Лъд или на крал Лъд – митична фигура, за която се е смятало, че живее в Шеруудската гора, като Робин Худ.

## Възникване
Движението възниква по време на трудните години от и след Наполеоновите войни и тежките условия на работа в новите текстилни фабрики. Главният протест на лудитите е срещу широките механизирани станове, които могат да бъдат управлявани от евтина, относително неквалифицирана работна ръка, което води до загуба на работни места за множество квалифицирани текстилни работници, които ползват ръчен труд. Движението започва в Нотингам през 1811 г. и се разпространява бързо в Англия през 1811 и 1812 г. Фабрики и оборудване са изгаряни от тъкачите и за кратко време лудитите са толкова силни, че дори водят сражения с британската армия. Много текстилни фабрики за вълна и памук са унищожени, преди британското правителство да потуши метежа.

## Развитие
Лудитите се събират нощем по блатата, обграждащи индустриалните градове, където провеждат военно обучение, и често се радват на местна подкрепа. Главните области на бунта са Нотингамшър през ноември 1811 г., последван от Йоркшър през 1812 г. и Ланкашър от март 1813 г. Битките между лудитите и военните започват в Ланкашър при фабриката на Бъртън в Мидълтън, до Манчестър, и при фабриката на Уестингтън. Магистрати и търговци на хранителни стоки са заплашвани със смърт и са атакувани от анонимния Нед Лъд и поддръжниците му. Някои индустриалци дори построяват специални камери в сградите си, които да могат да се използват като убежище в случай на бунт.

## Реакция на властите
Мерките, предприети от британското правителство да потуши метежа, включват масов съдебен процес в Йорк през 1812 г., който приключва с много смъртни и каторжни присъди. Лудитското движение може да бъде разглеждано като част от британските работнически вълнения в началото на 19 век, (например въстанието в Пентридж през 1817 г., което е водено от безработния производител на чорапи и вероятно бивш лудит Джеремая Брандит). Селскостопански вариант на лудитизма, свързан с чупенето на вършачки, са Суинг бунтовете през 1830 година в южна и източна Англия.
Изследването на Кевин Бинфилд е особено полезно, за да се постави движението в неговия исторически контекст – като организирано движение на производителите на чорапи, което е имало своите проявления от 1675 г. и по-късно, и самите лудитски бунтове са свързани с тежкото икономическо положение по време на Наполеоновите войни.
„Унищожаването на машини“ (индустриалният саботаж) е обявено за углавно престъпление чрез закона Frame Breaking Act, 52 Geo. 3, c. 16 и Закона за вредителството (Malicious Damage Act of 1812, 52 Geo. 3, c. 130) – законодателство, което е осъждано от Джордж Байрон, виден защитник на лудитите.
17 души са екзекутирани след процес в Йорк през 1813 г. Много други са изпратени на каторга в Австралия. Имало е момент, в който срещу лудитите са воювали повече английски войници, отколкото срещу Наполеон в Полуостровната война. 3 лудити, водени от Джордж Мелър, залавят от засада и убиват собственика Уилиям Хорсфол, притежаващ фабрика Отиуелс в Марсдън, Западен Йоркшир. С изстрел в слабините Мелър смъртоносно ранява фабриканта. Убийците са обесени в Йорк и оттогава нататък лудитизмът е в упадък.

## Съвременен смисъл
Днес „лудит“ се употребява за тези, които се противопоставят на индустриализацията, автоматизацията, компютризацията или на новите технологии изобщо.